# Leptodontium gemmascens
Leptodontium gemmascens là một loài Rêu trong họ Pottiaceae. Loài này được (Mitt.) Braithw. mô tả khoa học đầu tiên năm 1887.